# Grès à reptiles
Les grès à reptiles sont une formation géologique du Crétacé supérieur située dans le sud de la France dans les départements du Var, des Bouches-du-Rhône et de l'Hérault, et un site fossilifère ayant livré notamment des restes de plusieurs types de dinosaures.
L'expression « grès à reptiles » a été léguée par des scientifiques du XIXe siècle, tel que Jean Miquel (1897), Charles Depéret (1899) ou Émile Haug.

## Géologie
Les grès à reptiles présentent une alternance de grès à pisolithes —  contenant des ossements de dinosauriens —, de marnes et de grès au sein d'argiles rouges,.
Les grès à reptiles sont aujourd'hui datés sur le Campanien supérieur-Maastrichtien inférieur,. Cet âge a été discuté : jusqu'aux années 1960, les grès étaient datés du dernier étage du Crétacé, pour lequel divers noms étaient utilisés : Maastrichtien, Rognacien, Danien ; en 1965, Freytet dans sa description de fossiles de mollusques à Saint-Chinian dans l'Hérault suggérait un âge plus ancien, peut-être Turonien ou Campanien.

## Localités fossilifères

### Hérault
- Région de Saint-Chinian, Massecaps (près de Cruzy)[9] : lits rouges constitués de conglomérats, de grès et d'argiles, et par des calcaires d'eau douce, recouverts par des argiles rouges basales du Cénozoïque[9]. La faune associée est : Lepisosteidae, Cœlacanthe, Chelonia, Amphibia, Squamata, Crocodilia, Pterosauria, Dromaeosauridae, Enantiornithes, Saltasauria, Nodosauridae, Rhabdodon, Mammalia[6]
- Quarante : Chelonia, Crocodilia, Saltasauridae, Nodosauridae, Rhabdodon[6]
- Montouliers : la faune associée est : Chelonia, Theropoda, Maniraptora, Saltasauridae, Nodosauridae, Rhabdodon septimanicus[6]

### Var
- La Bastide Neuve (près de Fox-Amphoux) : les lits sont constitués d'argiles et de lentilles de grès. Les os de la localité de Bastide-Neuve proviennent d'argiles sablonneuses jaunâtres[9]. La faune associée est : Chelonia, Crocodilia, Pterosauria, Abelisauridae, Dromaeosauridae, Enantiornithes, Gargantuavis, Saltasauria, Nodosauridae, Rhabdodon[6]
- Métisson : la faune associée est : Chelonia, Crocodilia, Abelisauridae, Dromaeosauridae, Saltasauria, Nodosauridae, Rhabdodon[6]

### Bouches-du-Rhône
- Gisement de Roques Hautes[10], montagne Sainte-Victoire[11]. À Roques Hautes et au nord de Rousset, les argiles et grès supérieurs à reptiles (100 m) présentent des lentilles de conglomérats à éléments variés ; ils contiennent des œufs de Dinosauriens[10]. Au nord de Fuveau, on trouve des argiles et grès inférieurs à reptiles (250 à 300 m) ; dans les environs de Rousset, les grès, souvent piso-lithiques, renferment des ossements de Rhabdodon priseum et de Hypselosaurus priscus[10].

## Paléofaune vertébrée
Des restes d'Abelisauridae possibles ont été identifiés dans les départements du Var et des Bouches-du-Rhône, tandis que des restes d'Enantiornithes et d'Avialae indéterminés l'ont été dans le département du Var.
| Dinosaures des grès à reptiles | Dinosaures des grès à reptiles | Dinosaures des grès à reptiles | Dinosaures des grès à reptiles | Dinosaures des grès à reptiles                | Dinosaures des grès à reptiles                                                                           | Dinosaures des grès à reptiles |
| Genre                          | Espèce                         | Emplacement                    | Position stratigraphique       | Matériel                                      | Remarques                                                                                                | Images                         |
| ------------------------------ | ------------------------------ | ------------------------------ | ------------------------------ | --------------------------------------------- | --- | ------------------------------ |
| Gargantuavis                   | G. philoinos                   | - Var                          |                                |                                               | |                                |
| Hypselosaurus                  | H. priscus                     | - Bouches-du-Rhône - Var       |                                |                                               | Un sauropode indéterminé.                                                                                |                                |
| Theropoda                      | Indéterminé                    | - Var                          |                                |                                               | Précédemment appelé pannoniensis "Megalosaurus"                                                          |                                |
| Pyroraptor                     | P. olympius                    | - Bouches-du-Rhône             |                                | "Matériel postcrânien et dents fragmentaires" | Taxon valide mais la question de la synonymie entre Variraptor et Pyroraptor demeure non résolue (2009). |                                |
| Rhabdodon                      | R. priscus                     | - Hérault - Var                |                                |                                               | |                                |
| Rhodanosaurus                  | R. lugdunensis                 | - Bouches-du-Rhône             |                                |                                               | nomen dubium                                                                                             |                                |
| Variraptor                     | V. mechinorum                  | - Var - Bouches-du-Rhône       |                                |                                               | Taxon valide mais la question de la synonymie entre Variraptor et Pyroraptor demeure non résolue (2009). |                                |

La formation des grès à reptiles dans le Var a été fouillée par Lapparent en 1947, Le Loeuff et al en 1992, Buffetaut et al en 1995, 2000, et de nouveau Le Loeuff en 1998. La formation dans les Bouches du Rhône a été étudiée par Lapparent en 1947, Buffetaut et al en 1986, Le Loeuff et al en 1992, Le Loeuff et Buffetaut en 1998, et Allain et Taquet en 2000.

## Voir également
- Liste de dinosaures